# Entidad Estatal de Seguros Agrarios
La Entidad Estatal de Seguros Agrarios (ENESA) es un organismo público español, adscrito al Ministerio de Agricultura, Pesca y Alimentación, al que le corresponde coordinar y actuar como enlace por parte de la Administración para las actividades vinculadas a los seguros agrarios, realizando los estudios necesarios sobre cobertura de riesgos y su ampliación, así como aquellos a asegurar en cada plan anual y cuantas funciones le encomiende la Administración en cumplimiento de los preceptos de la Ley y de su Reglamento.

## Historia
La historia de este organismo autónomo comienza con la aprobación de la Ley de 28 de diciembre de 1978 de Seguros Agrarios Combinados. Esta ley establecía un mandato al Gobierno de la Nación para crear una agencia encargada de velar por el cumplimiento de la ley y con la participación no solo de las Administraciones Públicas, sino también de las Organizaciones y Asociaciones de agricultores y ganaderos. Con esta habilitación, el Consejo de Ministros, en su reunión del 11 de octubre de 1979, aprobó su creación efectiva, que entró en vigor el 12 de diciembre de 1979.

## Gobierno de la agencia
El gobierno de la ENESA está compuesto por tres órganos:
- Presidencia. El Presidente es el jefe superior del organismo, y como tal lo representa en toda clase de actos y contratos y ejerce las atribuciones que determina la legislación vigente sobre organismos autónomos, así como la dirección, gobierno y régimen disciplinario del personal. De igual forma le corresponde el nombramiento de los funcionarios de carrera y empleo y la contratación del personal en régimen administrativo o laboral de acuerdo con las disposiciones vigentes.
  - La Presidencia de la Entidad Estatal de Seguros Agrarios la ostenta el Subsecretario de Agricultura, Pesca y Alimentación.
- Comisión General. Es el órgano encargado de elaborar los informes y propuestas que se le encomienden, de elaborar y proponer al Gobierno el Plan Anual de Seguros Combinados previsto en la Ley 87/1978, de aprobar los presupuestos y las cuentas y de llevar a cabo cualquier otra función que le encomiende el Gobierno.
- Dirección. El Director, con rango de subdirector general, es el órgano ejecutivo de la Entidad con arreglo a las normas que le dicte el presidente. El Director ostenta la Vicepresidencia de la Comisión General y sustituye al Presidente en casos de ausencia, vacante o enfermedad.
  - Dependientes directamente del Director, existen los siguientes servicios:
    - El Servicio de Gestión y Promoción, responsable del control, extensión y aplicación de los planes de seguros, el fomento y divulgación de los Seguros Agrarios, la colaboración con las Organizaciones y Asociaciones de Agricultores y Ganaderos, las Cámaras Agrarias y las Entidades Mutuales. Asimismo, entenderá en todas aquellas cuestiones que no estén expresamente atribuidas a otra unidad.
    - El Servicio de Investigación y Asesoramiento, que tiene a su cargo la realización de los estudios necesarios sobre daños ocasionados a las producciones agrarias, los medios de prevención de riesgos y los de investigación necesarios para la cobertura de aquellos. Asimismo tendrá a su cargo el asesoramiento sobre estas materias a los asegurados en colaboración con los Organismos competentes.
    - La Secretaría General, que asume las funciones de organización y coordinación, en los aspectos técnico y administrativo de las distintas dependencias del Organismo, y, especialmente, tendrá a su cargo la obtención, elaboración y distribución de la información de interés para el mismo, la gestión presupuestaria, los asuntos de personal, el registro y archivo de documentos, la preparación de publicaciones y, en general, todo cuanto afecte al régimen interior del Organismo. El Secretario general es también el Secretario de la Comisión General.

## Plan de Seguros Agrarios Combinados
El Plan de Seguros Agrarios Combinados, elaborado por la Comisión General de la ENESA, es un plan de carácter anual que recoge los riesgos a cubrir, en forma combinada o aislada, en las producciones agrícola, pecuaria y forestal, el ámbito territorial de su aplicación, la superficie continua necesaria para la declaración de la obligatoriedad del Seguro a efectos y su evaluación económica, coste de su realización, estimación de la aportación global del Estado, y distribución de la misma para subvención a las primas que han de satisfacer los asegurados, y demás aplicaciones.

## Presupuesto
| Década 1990 | Década 1990   | Década 1990 | Década 1990 | Década 2000 | Década 2000   | Década 2000 | Década 2000 | Década 2010 | Década 2010   | Década 2010 | Década 2010 | Década 2020 | Década 2020   | Década 2020 | Década 2020 |
| Año         | Presupuesto   | Variación   | Ref.        | Año         | Presupuesto   | Variación   | Ref.        | Año         | Presupuesto   | Variación   | Ref.        | Año         | Presupuesto   | Variación   | Ref.        |
| ----------- | ------------- | ----------- | ----------- | ----------- | ------------- | ----------- | ----------- | ----------- | ------------- | ----------- | ----------- | ----------- | ------------- | ----------- | ----------- |
| 1991        | 70.215.890 €  | -           | [ 5 ]       | 2001        | 172.228.547 € | 8,01%       | [ 6 ]       | 2011        | 281.091.610 € | 3,37 %      | [ 7 ]       | 2021        | 258.972.410 € | 19,64 %     | [ 8 ]       |
| 1992        | 75.868.799 €  | 8,05 %      | [ 9 ]       | 2002        | 184.815.990 € | 7,31 %      | [ 10 ]      | 2012        | 252.606.460 € | 10,13 %     | [ 11 ]      | 2022        | 262.972.800 € | 1,54 %      | [ 12 ]      |
| 1993        | 96.890.279 €  | 27,71 %     | [ 13 ]      | 2003        | 197.155.410 € | 6,68 %      | [ 14 ]      | 2013        | 204.864.760 € | 18,9 %      | [ 15 ]      | 2023        | 322.972.800 € | 22,82 %     | [ 16 ]      |
| 1994        | 94.311.961 €  | 2,66 %      | [ 17 ]      | 2004        | 216.076.480 € | 9,60 %      | [ 18 ]      | 2014        | 204.680.560 € | 0,09 %      | [ 19 ]      |             |               |             |             |
| 1995        | 104.458.308 € | 10,76 %     | [ 20 ]      | 2005        | 229.573.620 € | 6,25 %      | [ 21 ]      | 2015*       | 204.430.560 € | 0,12 %      | [ 22 ]      |             |               |             |             |
| 1996        | 104.458.308 € | 0 %         | [ 20 ]      | 2006        | 245.853.360 € | 7,09 %      | [ 23 ]      | 2016        | 216.430.560 € | 5,87 %      | [ 24 ]      |             |               |             |             |
| 1997        | 99.233.109 €  | 5 %         | [ 25 ]      | 2007        | 271.513.830 € | 10,44 %     | [ 26 ]      | 2017        | 216.430.560 € | 0 %         | [ 27 ]      |             |               |             |             |
| 1998        | 135.594.341 € | 36,64 %     | [ 25 ]      | 2008        | 287.660.880 € | 5,95 %      | [ 28 ]      | 2018        | 216.465.420 € | 0,02 %      | [ 29 ]      |             |               |             |             |
| 1999        | 146.809.227 € | 8,27 %      | [ 30 ]      | 2009        | 287.962.860 € | 0,10 %      | [ 31 ]      | 2019        | 216.465.420 € | 0 %         | [ 29 ]      |             |               |             |             |
| 2000        | 159.454.521 € | 8,61 %      | [ 30 ]      | 2010        | 290.901.800 € | 1,02 %      | [ 32 ]      | 2020        | 216.465.420 € | 0 %         | [ 29 ]      |             |               |             |             |

* El presupuesto de los años 1991 a 2001 es una conversión de pesetas a euros (1 euro = 166,3860 pesetas).